# Marosvári Béla
Marosvári Béla, Adalbert Marksteiner (1919. április 7. – 1976. január 4.) román és magyar válogatott labdarúgó, csatár, jobbösszekötő, edző.

## Pályafutása

### A Ripensia Timișoara csapatában
1937. szeptember 19-én mutatkozott be a Ripensia Timișoara csapatában a román élvonalban egy Sportul Studențesc elleni mérkőzésen, amely 4–3-as temesvári győzelemmel végződött. Az 1937–38-as idényben 17 bajnoki mérkőzésen lépett pályára és 18 gólt szerzett. Ezzel tagja volt a bajnok temesvári csapatnak. A következő idényben a második helyen végzett a csapattal és 21 meccsen 21 gólt szerzett, amellyel a bajnokság gólkirálya lett. Az 1939–40-es idényben csak a hatodik helyet szerezte meg a temesvári csapattal. Ebben az idényben 19 mérkőzésen játszott és 15 gólt ért el. A következő idényt a temesvári csapatban kezdte és 6 mérkőzésen 8 gól szerzett. Utoljára 1940. október 20-án az UD Reșița elleni 2–2-s döntetlennel zárult mérkőzésen szerepelt temesvári színekben. Összesen 63 román bajnoki mérkőzésen 62 gólt szerzett.

### A Csepelben
1940-ben a második bécsi döntést követően Észak-Erdély visszakerült Magyarországhoz és több erdélyi csapat is a magyar élvonalban indult. Több magyar származású labdarúgó román csapatokból Magyarországra szerződött.
Így tett Marosvári is, aki 1940 őszén a WMFC Csepel labdarúgója lett. Első idényében az ötödik helyen végzett a csapattal, majd az 1941–42-es és 1942–43-as idényben bajnokságot nyert a csepeli együttessel. A második világháború után indult első két bajnokságban két bajnoki harmadik helyezést ért el a csapattal. Az 1947–48-as szezonban ismét bajnokságot szerzett a Csepel együttesével.

### A válogatottban
1939-ben két alkalommal szerepelt a román, 1943-ban egy alkalommal szerepelt a magyar válogatottban.

### Edzőként
Az 1953-as és 1954-es idényben a Csepel, 1966-os és 1967-es idényben a Dunaújvárosi Kohász, 1968 és 1970 között a Salgótarjáni BTC vezetőedzője az első osztályban. Az 1973–74-es idényben a másodosztályú Debreceni VSC edzőjeként tevékenykedett.

## Sikerei, díjai

### Játékosként
- Román bajnokság
  - bajnok: 1937–38
  - 2.: 1938–39
  - 3.: 1940–41
  - gólkirály: 1938–39 (21 gól)
- Magyar bajnokság
  - bajnok: 1941–42, 1942–43, 1947–48
  - 3.: 1945-tavasz, 1945–46
- Az év labdarúgója: 1948

## Statisztika

### Mérkőzései a román válogatottban
| Románia | Románia         | Románia  | Románia | Románia  | Románia     | Románia                | Románia | Románia |
| #       | Dátum           | Helyszín | Hazai   | Eredmény | Vendég      | Kiírás                 | Gólok   | Esemény |
| ------- | --------------- | -------- | ------- | -------- | ----------- | ---------------------- | ------- | ------- |
| 1.      | 1939. május 7.  | Bukarest | Románia | 1 – 0    | Jugoszlávia | II. Károly király-kupa | -       |         |
| 2.      | 1939. május 18. | Bukarest | Románia | 4 – 0    | Lettország  | barátságos             | -       |         |
|         | Összesen        |          |         | 2        | mérkőzés    |                        | 0       | gól     |

### Mérkőzése a magyar válogatottban
| Magyarország | Magyarország    | Magyarország             | Magyarország | Magyarország | Magyarország | Magyarország | Magyarország | Magyarország |
| #            | Dátum           | Helyszín                 | Hazai        | Eredmény     | Vendég       | Kiírás       | Gólok        | Esemény      |
| ------------ | --------------- | ------------------------ | ------------ | ------------ | ------------ | ------------ | ------------ | ------------ |
| 1.           | 1943. május 16. | Genf, Charmilles Stadion | Svájc        | 1 – 3        | Magyarország | barátságos   | -            |              |
|              | Összesen        |                          |              | 1            | mérkőzés     |              | 0            | gól          |